# Giaco
Il giaco era una camicia di maglia metallica che copriva il busto e le braccia scendendo fino a metà delle cosce. Nell'età di mezzo, troviamo descrizione del giaco piastrino che era fatto di piccole piastre metalliche.

## Descrizione
Il giaco era destinato a supplire ai difetti dell'armatura nelle ascelle e nelle piegature delle braccia, ed alla mancanza del coprireni e della braghetta. Era fatta di maglie di ferro o di filo di ottone concatenate insieme.
Il giaco serviva anche per difendersi dai colpi di pugnale, ma per consentire una protezione maggiore dai colpi fendenti, venne realizzato in foggia sempre più rigida e con maggiore copertura delle gambe, fino ad assumere il nome di usbergo nel basso Medioevo.
L'uso di questi indumenti di difesa, andò man mano estinguendosi dopo le crociate, data la sua pesantezza e la difficoltà che opponeva al maneggio della lancia, e si ridimensionò, come tutte le armature difensive dello stesso genere, con l'introduzione degli archi lunghi, le balestre ed infine le armi da fuoco.